# Хміль Стефан Володимирович
Стефан Володимирович Хміль (нар. 6 грудня 1956, с. Надрічне, Україна) — український вчений у галузі медицини, доктор медичних наук (1994), професор (1996), професор кафедри акушерства та гінекології № 1 Тернопільського національного медичного університету імені І. Я. Горбачевського. Заслужений діяч науки і техніки України (2004). Громадський діяч. Депутат Тернопільської обласної ради (2002—2006).

## Життєпис
Стефан Володимирович Хміль народився 6 грудня 1956 року в селі Надрічному нині Тернопільського району Тернопільської області, Україна.
Закінчив Золочівське медичне училище Львівської області (1976) і медичний інститут у м. Тюмені (1984; нині РФ).
Працював завідувачем фельдшерсько-акушерських пунктів у селах Соколів та Підруда Теребовлянського району.
У 1989 — асистент кафедри акушерства та гінекології Тюменського медичного інституту.
Від 1990 — в Тернопільському національному медичному університеті: асистент, доцент (від 1993), професор (від 1995), завідувач (1997—2005) кафедри акушерства та гінекології.
Від 2006 — завідувач клініки професора С. Хміля (Тернопіль).
Віце-президент Європейської асоціації лікарів акушерів-гінекологів «FEMS» (1998, м. Париж, Франція), президент Всеукраїнської асоціації лікарів «Менопауза та репродуктивне здоров'я жінки» (1999). Член редакційних колегій українських і зарубіжних журналів.
Основні наукові напрямки — застосування лазерів в акушерстві та гінекології, репродуктивна медицина, остеопороз, менопауза.

## Доробок
Автор і співавтор понад 250 наукових і навчально-методичних праць, у тому числі 11 підручників для студентів вищих медичних навчальних закладів I—II та III-IY рівнів акредитації. Має 23 авторські свідоцтва і патенти на винаходи.
Підготував 8 кандидатів та 1 доктора медичних наук.